# Thymoites struthio
Thymoites struthio es una especie de araña araneomorfa del género Thymoites, familia Theridiidae. Fue descrita científicamente por Simon en 1895.
Habita en Sudamérica.